# Uciekająca panna młoda
Uciekająca panna młoda (ang. Runaway Bride) – amerykańska komedia romantyczna w reżyserii Garry’ego Marshalla z 1999 roku.
Okres zdjęciowy filmu objął okres od 19 października 1998 do 26 stycznia 1999. Film kręcono w Baltimore, Berlinie, New Windsor i Snow Hill (stan Maryland) w USA.

## Opis fabuły
Nowojorski dziennikarz Ike Graham przypadkowo dowiaduje się o "uciekającej pannie młodej" Maggie Carpenter, która już siedem razy uciekła sprzed ołtarza. Kobieta jest zaręczona i w niedługim czasie po raz kolejny planuje wyjść za mąż. Ike postanawia napisać o niej artykuł.

### Obsada
| Postać                        | Aktor/Aktorka      |
| ----------------------------- | ------------------ |
| Maggie Carpenter              | Julia Roberts      |
| Homer Eisenhower 'Ike' Graham | Richard Gere       |
| Peggy Flemming                | Joan Cusack        |
| Fisher                        | Hector Elizondo    |
| Ellie Graham                  | Rita Wilson        |
| Walter Carpenter              | Paul Dooley        |
| trener Bob Kelly              | Christopher Meloni |
| Ksiądz Brian                  | Donal Logue        |
| George Bug Guy                | Reg Rogers         |
| Gill                          | Yul Vazquez        |
| Pani Pressman                 | Jane Morris        |
| Elaine From Manhattan         | Lisa Gillan        |
| kuzyn Cindy                   | Kathleen Marshall  |
| babcia                        | Jean Schertler     |
| Cory Flemming                 | Tom Hines          |